# 中曾根弘文
中曾根 弘文（日语：／ Nakasone Hirofumi，1945年11月28日—），日本政治家。出身於群馬縣高崎市。7次當選參議院議員，歷任文部大臣、外務大臣等政府重要職務。父親中曾根康弘是日本1980年代著名的內閣總理大臣。

## 生平
中曾根弘文是中曾根康弘與其妻蔦子的長子。先後就讀於高崎高校、慶應義塾高等學校，慶應義塾大學商学部畢業（商学士）。大學畢業後，加入旭化成株式會社。1983年退社，成為當時是首相的父親的秘書，1986年在參眾同時選舉中初次參選即當選，但日後捲入KSD事件。
在自民黨內，屬於中曾根派 - 渡邊派、村上・龜井派 - 江藤・龜井派 - 龜井派 - 伊吹派。在小淵惠三、森喜朗兩內閣中擔任文部大臣，兼任科學技術廳長官。
2004年就任參議院預算委員會委員長。
2005年因反对小泉纯一郎的邮政民营化改革而被自民党处分。
2008年成為麻生太郎內閣的外務大臣，2009年卸任。

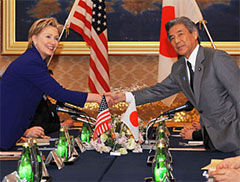
2009年，中曾根弘文會見美國國務卿希拉里·克林頓

## 荣誉

### 外国勋章奖章
- 墨西哥阿兹特克雄鹰大绶勋章（西班牙语：Orden Mexicana del Águila Azteca）（墨西哥，2013年4月5日公布[1]，2013年4月10日于东京颁发[2]）：中曾根时任日本墨西哥友好议员联盟会长。
- 波兰共和国功绩指挥官十字佩星勋章（波兰，2015年2月26日于东京颁发[3]）：中曾根时任参议院日本波兰友好议员联盟会长。

## 外部連結
- 中曾根弘文官方網站（页面存档备份，存于）
- 中曾根弘文家族介紹

| 前任： 高村正彦 | 外務大臣 第142代：2008年—2009年 | 繼任： 岡田克也 |
| 前任： 有馬朗人 | 文部大臣 第123代：1999年—2000年 | 繼任： 大島理森 |
| 前任： 有馬朗人 | 科學技術廳長官 1999年—2000年    | 繼任： 大島理森 |